# Strophocactus
A Strophocactus nemzetség epifitikus vagy litofitikus fajokat magába foglaló nemzetség, melyet molekuláris genetikai adatok alapján állítottak fel újra (Hunt D.R. et al. 2006)

## Elterjedésük
Diszjunkt elterjedésű nemzetség, előfordulnak Dél-Mexikótól Kolumbia területéig, valamint a brazíliai Manaus környékén.

## Jellemzőik
Kúszó vagy lecsüngő habitusú növények, gazdagon fejlődnek hajtásaikon a léggyökerek.  Hajtásaik lapítottak vagy 3-8 mély bordával osztottak, areoláikon erős tövisek fejlődnek. Éjjel nyíló tölcsér formájú virágaik fehérek, nagyok, a pericarpium tövises. 
A nemzetségbe sorol fajokat sokáig a Selenicereus genus tagjaiként tartották számon, azonban a molekuláris genetikai vizsgálatok eredményei alapján újra felállították a nemzetséget, mely ma három fajt foglal magába, azonban elképzelhető, hogy további adatok tükrében számok változni fog. A DNS-szekvencia vizsgálatával kimutatták, hogy sokkal közelebbi rokonai a nem epifita Acanthocereus és Peniocereus fajoknak, mint a Hylocereeae tribus epifita fajainak.

## Fajai
- Strophocactus chontalensis (Alex.) Bauer in CSI 17:54' (2003)
- Strophocactus testudo (Karw.) Bauer in CSI 17:55' (2003)
- Strophocactus wittii (K. Sch.) B & R in Contr. US Nat. Herb. 16:262' (1913)